# Zagora (stad)
Zagora (Arabisch: زكورة, Berbers: ⵜⴰⵣⴰⴳⵓⵔⵜ) is een stad in Marokko. Het is de hoofdplaats van de provincie Zagora, regio Souss-Massa-Daraâ.
De stad ligt in het oostelijk deel van de vruchtbare Draa-vallei met centraal door het gebied de rivier de Draa. Binnen enkele tientallen kilometers ten zuiden en ten oosten van Zagora neemt de woestijn geheel de overhand. De plaats was een van de 'toegangspoorten' tot de Sahara. De plaats heeft onder meer een marktgebied en voorzieningen zoals banken, horeca en winkels. In 2014 telde Zagora zo'n 40.000 inwoners.
In Zagora staat een reclamebord waarop staat 'Tombouctou 52 jours' (Timboektoe 52 dagen). Zo lang duurde het ooit om van daaruit per kameel naar Timboektoe, aan de andere kant van de Sahara, te reizen.

## Geboren
- Mohamad Ahansal (1973), ultraloper

## Foto's

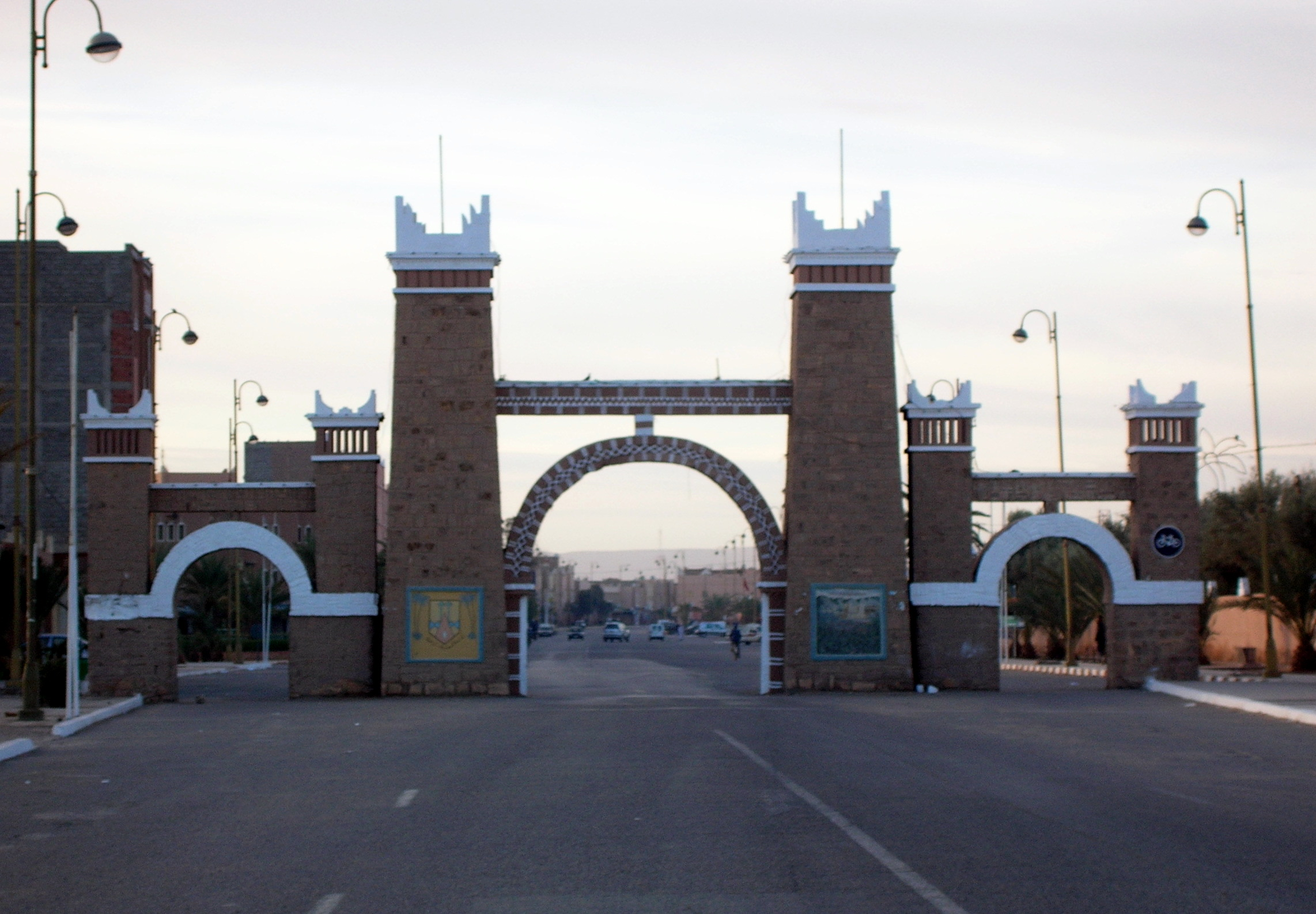
Stadspoort
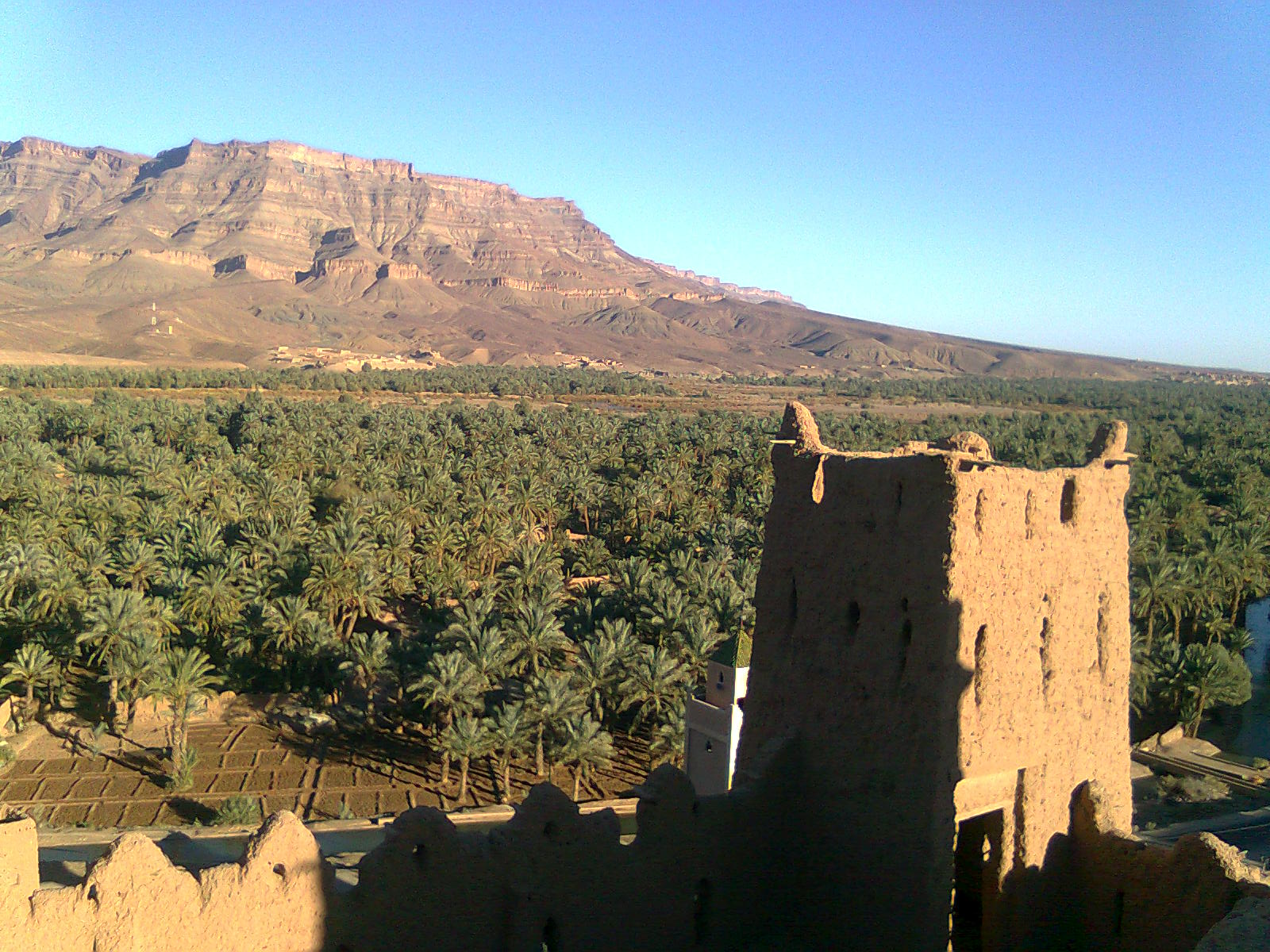
Draa-vallei ter hoogte van Zagora
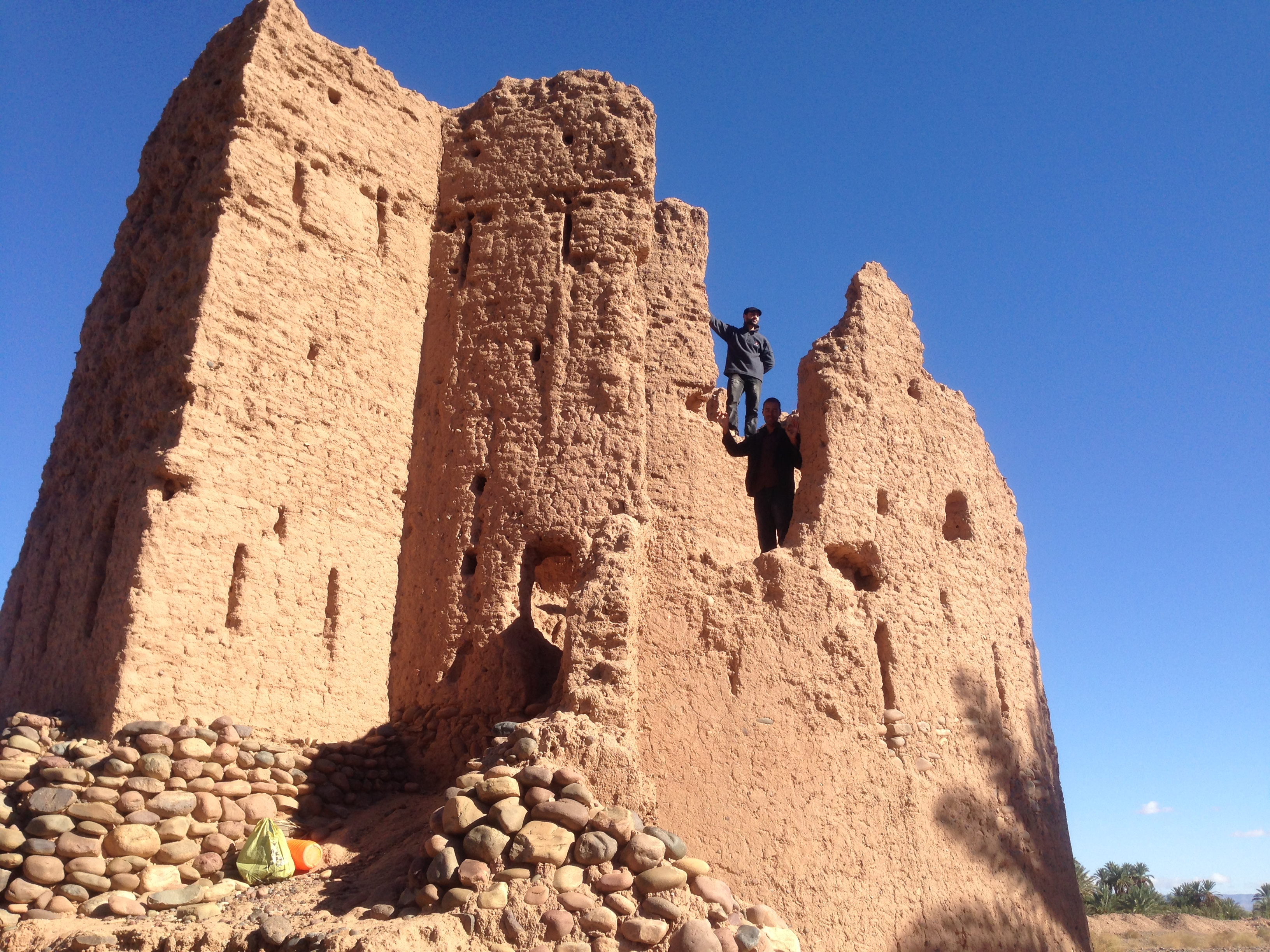
Fortificatie